# 628 v.Chr.
Het jaar 628 v.Chr. is een jaartal volgens de christelijke jaartelling.

## Gebeurtenissen

### Mesopotamië
- De Scythen plunderen Medië (huidige Iran), koning Cyaxares II drijft de nomaden terug.

## Overleden
- Hertog Wen van Jin